# Xerapoa
Xerapoa  ist eine Gattung der Landplanarien, die in Brasilien beheimatet ist.

## Merkmale
Zur Gattung Xerapoa gehören kleine Landplanarien mit einem subzylindrischen Körper, bei denen das Vorderende angehoben ist. Die sensorischen Gruben des Vorderendes öffnen sich in der Regel an der Spitze kleiner Papillen. Die Ovarien sitzen im hinteren Teil des Körpers in der Nähe des Pharynx. Im Vergleich hierzu sitzen sie bei anderen Arten der Unterfamilie Geoplaninae näher am Vorderende. Die Kriechsohle ist verhältnismäßig schmal und nimmt ungefähr ein Drittel der Bauchseite ein.

## Etymologie
Der Name Xerapoa leitet sich von der Tupi-Sprache ab, die an der Atlantikküste Brasiliens gesprochen wurde. Es bedeutet auf Deutsch spitz und bezieht sich auf den spitzen Teil der sensorischen Papillen am Vorderende.

## Arten
Der Gattung Xerapoa gehören vier Arten an:
- Xerapoa hystrix Froehlich, 1955
- Xerapoa pseudorhynchodemus (Riester, 1938)
- Xerapoa trina (Marcus, 1951)
- Xerapoa una Froehlich, 1955